# Багрянник китайский
Багрянник китайский, или Церцис китайский (лат. Cercis chinensis) — деревья, вид рода Церцис (Cercis) семейства Бобовые (Fabaceae).

## Распространение и экология
В природе ареал вида охватывает центральные районы Китая.

## Биологическое описание
Дерево высотой до 15 м.
Листья почти округлые, в диаметре 6—12 см, на верхушке коротко заострённые, при основании сердцевидные с хрящеватыми просвечивающими краями, сверху зелёные, голые, блестящие, с возрастом почти кожистые, снизу сизые, при основании в углах между жилками более или менее опушённые.
Цветки в пучках по 5—8, розово-пурпурные, длиной 1,5—1,8 см.
Бобы длиной 7—12 см.
Цветёт в мае. Плодоносит в сентябре.
|                                                             |  |  |  |
| Слева направо: Ствол (в нижней части). Листья. Цветки. Бобы |  |  |  |

## Значение и применение
Интродуцирован в середине XIX века.
В цвету так же красив, как и остальные виды этого рода.

## Таксономия
Вид Церцис китайский входит в род Церцис (Cercis) трибы Багряниковые (Cercideae) подсемейства Цезальпиниевые (Caesalpinioideae) семейства Бобовые (Fabaceae) порядка Бобовоцветные (Fabales).
|  |                                      |  |                                                             |                                                             |                   |  | ещё 3 семейства (согласно Системе APG II) | ещё 3 семейства (согласно Системе APG II)    |                                              |  |  |  | ещё 3 трибы (согласно Системе APG II) | ещё 3 трибы (согласно Системе APG II) |  |  |  |  | ещё от 5 до 9 видов | ещё от 5 до 9 видов |
|  |                                      |  |                                                             |                                                             |                   |  | ещё 3 семейства (согласно Системе APG II) | ещё 3 семейства (согласно Системе APG II)    |                                              |  |  |  | ещё 3 трибы (согласно Системе APG II) | ещё 3 трибы (согласно Системе APG II) |  |  |  |  | ещё от 5 до 9 видов | ещё от 5 до 9 видов |
|  |                                      |  |                                                             | порядок Бобовоцветные                                       |                   |  |                                           |                                              | подсемейство Цезальпиниевые                  |  |  |  |                                       | род Церцис                            |  |  |  |  |                     |                     |
|  |                                      |  |                                                             | порядок Бобовоцветные                                       |                   |  |                                           |                                              | подсемейство Цезальпиниевые                  |  |  |  |                                       | род Церцис                            |  |  |  |  |                     |                     |
|  | отдел Цветковые, или Покрытосеменные |  |                                                             |                                                             | семейство Бобовые |  |                                           |                                              | триба Багряниковые                           |  |  |  | вид Церцис китайский                  |                                       |  |  |  |  |                     |                     |
|  | отдел Цветковые, или Покрытосеменные |  |                                                             |                                                             |                   |  |                                           |                                              |                                              |  |  |  |                                       |                                       |  |  |  |  |                     |                     |
|  |                                      |  | ещё 44 порядка цветковых растений (согласно Системе APG II) | ещё 44 порядка цветковых растений (согласно Системе APG II) |                   |  |                                           | ещё 2 подсемейства (согласно Системе APG II) | ещё 2 подсемейства (согласно Системе APG II) |  |  |  | ещё 5 родов                           | ещё 5 родов                           |  |  |  |  |                     |                     |
|  |                                      |  |                                                             | ещё 44 порядка цветковых растений (согласно Системе APG II) |                   |  |                                           |                                              | ещё 2 подсемейства (согласно Системе APG II) |  |  |  |                                       | ещё 5 родов                           |  |  |  |  |                     |                     |